# Волосів (Бердичівський район)
Во́лосів — село в Україні, в Андрушівській міській територіальній громаді Бердичівського району Житомирської області. Чисельність населення становить 495 осіб (2001). У 1923—2020 роках — адміністративний центр колишньої однойменної сільської ради.

## Загальна інформація
Розташовується на березі річки Гуйва, за 25 км північно-західніше Андрушівки, за 4 км від залізничної станції Града.

## Населення
За довідником 1885 року в селі мешкало 811 осіб, налічувалося 111 дворових господарств. Наприкінці 19 століття в селі проживало 1 167 осіб, дворів — 145.
Відповідно до результатів перепису населення Російської імперії 1897 року, загальна кількість мешканців села становила 1 362 особи, з них православних — 1 255, чоловіків — 671, жінок — 691.
На початку 20 століття у селі налічувалося 1 350 жителів, дворів — 232, у 1906 році — 1 381 мешканець, дворів — 235, у 1923 році — 1 661 житель, дворів — 362.
На початок 1970-х років село мало 357 дворів із населенням 937 осіб.
Відповідно до результатів перепису населення СРСР, кількість населення станом на 12 січня 1989 року становила 559 осіб. Станом на 5 грудня 2001 року, відповідно до перепису населення України, кількість мешканців села становила 495 осіб.

### Мова
Розподіл населення за рідною мовою за даними перепису 2001 року:
| Мова       | Кількість | Відсоток |
| ---------- | --------- | -------- |
| українська | 485       | 97.98 %  |
| російська  | 10        | 2.02 %   |
| Усього     | 495       | 100 %    |

## Історія
Відповідно до ревізії Житомирського замку 1545 року — власність Олізара-Волчковича. У 1628 році належало Людвикові Олізару, який платив від 5 бояр, 30 димів, 2 млинових кіл.
Згадується у люстрації Київського воєводства 1754 року, належало кільком власникам. Частинами села володіли: Ледуховський (6 дворів), Трипольські (10 дворів), Яновські (9 дворів), Ян Гуменецький (6 дворів), Павло Гуменецький (3 двори), Владислав Гуменецький та Мацей Виговський (3 двори), Порчинські (3 двори), Палімовський (2 двори), Муравський (1 двір).
За довідником 1885 року — колишнє власницьке село Котелянської волості Житомирського повіту Волинської губернії. Були церковна парафія, заїзд, водяний та вітровий млини.
Наприкінці 19 століття — село Котелянської волості Житомирського повіту Волинської губернії. Розміщувалося на річці Гуйва, за 3 версти на північний захід від Котельні, за 26 верст від Житомира. Північніше села, в бік Івниці, було поселення Слобода Волосівка. Дерев'яну церкву з дерев'яною дзвіницею збудовано у 1775 році за кошти вірян, оновлена за їх же кошти у 1874 році, міцна. Була дерев'яна каплиця над чудодійним джерелом, збудована на місці древньої. При церкві 12 десятин землі. З 1883 року діяла церковно-парафіяльна школа. Церкву приписано до парафії у містечку Стара Котельня.
У 1906 році — село Котелянської волості (5-го стану) Житомирського повіту Волинської губернії. Відстань до повітового центру м. Житомир становила 26 верст, від волосного центру містечка Стара Котельня — 4 версти. Найближче поштово-телеграфне відділення розміщувалося в міст. Червоне.
У 1923 році включене до складу новоствореної Волосівської сільської ради, яка 7 березня 1923 року увійшла до складу новоутвореного Андрушівського району Житомирської округи; адміністративний центр ради. Розміщувалося за 12 верст від районного центру міст. Андрушівка. 27 червня 1925 року, в складі сільської ради, передане до Левківського (згодом — Іванківський) району Житомирської округи, 3 вересня 1930 року повернуте до складу Андрушівського району.
За свідченнями очевидців, від Голодомору 1932—1933 рр. у селі загинуло 30 людей.
На фронтах Другої світової війни воювали 225 селян, 200 з них нагороджені орденами й медалями, 160 загинули. У 1959 році на братській могилі споруджено пам'ятник.
В радянські часи в селі розміщувалася центральна садиба колгоспу, який обробляв 3 295,7 га угідь, з них 2 941 га ріллі, 52 га саду. Господарство вирощувало зернові культури, цукрові буряки, було розвинуте м'ясо-молочне тваринництво. Господарство мало механічну майстерню, млин, пилораму. У селі були восьмирічна школа, клуб, бібліотека, фельдшерсько-акушерський пункт, дитячий садок, два магазини.
30 грудня 1962 року, внаслідок ліквідації Андрушівського району, село увійшло до складу Попільнянського району Житомирської області, 4 січня 1965 року повернуте до складу відновленого Андрушівського району.
12 червня 2020 року, відповідно до розпорядження Кабінету Міністрів України № 711-р «Про визначення адміністративних центрів та затвердження територій територіальних громад Житомирської області», територію та населені пункти Волосівської сільської ради включено до складу Андрушівської міської територіальної громади Бердичівського району Житомирської області.